# Rhipidolestes chaoi
Rhipidolestes chaoi – gatunek ważki z rodziny Rhipidolestidae.